# Spanbeck
Spanbeck is een dorp in de Duitse gemeente Bovenden in de deelstaat Nedersaksen. In 1973 werd het dorp deel van de uitgebreide gemeente Bovenden. Spanbeck wordt voor het eerst vermeld in een oorkonde uit 1284.
- Virtual International Authority File: 316740373